# Przestrzeń euklidesowa
Przestrzeń euklidesowa – przestrzeń opisywana przez geometrię euklidesową. Model ten stanowi dobre przybliżenie przestrzeni fizycznej, jeśli za jej pomocą opisuje się odległości makroskopowe.
Nie nadaje się do opisu przestrzeni fizycznej w odległościach bardzo małych, atomowych, gdy rolę zaczynają odgrywać efekty kwantowe lub w pobliżu masywnych obiektów astronomicznych, jak Słońce, czarne dziury – gdy rolę zaczynają grać efekty zakrzywienia przestrzeni i geometria staje się nieeuklidesowa.
Jednowymiarową przestrzeń euklidesową nazywa się prostą euklidesową, a dwuwymiarową – płaszczyzną euklidesową.
Przestrzenie euklidesowe nazywa się również afinicznymi przestrzeniami euklidesowymi, w odróżnieniu od liniowych przestrzeni euklidesowych, nazywanych też przestrzeniami unitarnymi.
Kluczową własnością przestrzeni euklidesowych jest ich „płaskość”. W geometrii wyróżnia się inne przestrzenie, które nie są euklidesowe. Np. sfera jest przestrzenią nieeuklidesową, gdyż kąty trójkąta na sferze sumują się do wartości większej niż 180 stopni, inaczej niż na płaszczyźnie euklidesowej.
Geometria rozważa przestrzenie wielowymiarowe. Dla danej liczby naturalnej n istnieje dokładnie jedna przestrzeń euklidesowa o wymiarze n, zaś przestrzeni nieeuklidesowych wymiaru n jest nieskończenie wiele. Te ostatnie można konstruować np. poprzez deformację przestrzeni euklidesowej.

## Podejście klasyczne do geometrii
Około 300 p.n.e. grecki matematyk Euklides badał własności geometryczne na płaszczyźnie (wyidealizowanej powierzchni) i w przestrzeni i stworzył podwaliny pod geometrię dwu- i trójwymiarową. Geometrie te nazwano z czasem geometriami euklidesowymi.
Euklides sformułował geometrię następująco:
(1) Niektóre pojęcia przyjął bez definicji, odwołując się do intuicji (są to tzw. pojęcia pierwotne geometrii):
- punktu, prostej, płaszczyzny,
- należenia punktu do prostej (zob. incydencja), należenia prostej do płaszczyzny itd.

(2) Wszystkie inne pojęcia, takie jak kąt, odcinek, półprosta, okrąg itp., zdefiniował odwołując się do pojęć pierwotnych i aksjomatów.
Euklides przyjął, że punkt, prosta, płaszczyzna i przestrzeń mają wymiar równy kolejno: zero, jeden, dwa, trzy. Geometrię można rozszerzać wprowadzając nowe pojęcia pierwotne (obok pojęć punktu, prostej i płaszczyzny) oraz wprowadzając relacje należenia obiektów „mniejszych” w „większych”, przy czym miarą jest tu wymiar obiektu.
Rozwijanie geometrii w powyżej omówiony sposób czasem okazuje się problematyczne – gdyż niekiedy trudno jest spójnie definiować kolejne pojęcia pierwotne i zależności między nimi. Z tego powodu dziś zamiast odwoływać się do niezupełnego systemu Euklidesa korzysta się z algebry i analizy (zobacz geometria syntetyczna, geometria analityczna).

## Grupa przekształceń obiektów geometrycznych
W geometrii Euklidesa istnieją trzy zasadnicze przekształcenia płaszczyzny:
- przesunięcie (translacja), polegające na przemieszczeniu wszystkich punktów płaszczyzny o tę samą odległość w ustalonym kierunku,
- obrót wokół ustalonego punktu wszystkich punktów płaszczyzny,
- odbicie wokół osi.

Dwie figury (tzn. podzbiory płaszczyzny) definiuje się jako równoważne (przystające), jeżeli jedna z nich może być przekształcona w drugą za pomocą przesunięć, obrotów i odbić.
Obroty, przesunięcia i translacje tworzą grupę przekształceń.
Aby uzyskać precyzyjny opis geometryczny powyżej omówionych przekształceń trzeba zdefiniować takie pojęcia jak: długość, odległość, równoległość (przesunięcie równoległe), prostopadłość, kąt, obrót, odbicie.

## Współczesna definicja płaszczyzny euklidesowej
Współcześnie płaszczyznę euklidesową definiuje się jako dwuwymiarową rzeczywistą przestrzeń afiniczną uzupełnioną o iloczyn skalarny. W takim ujęciu płaszczyzna euklidesowa jest traktowana jako zbiór punktów, których wzajemne zależności da się wyrazić jedynie za pomocą pojęć odległości i kąta. Przy tym:
- punkty przestrzeni afinicznej odpowiadają punktom płaszczyzny euklidesowej,
- wektory stowarzyszonej z przestrzenią afiniczną przestrzeni liniowej odpowiadają przesunięciom,
- iloczyn skalarny wprowadza pojęcia kąta i odległości, które umożliwiają zdefiniowanie obrotu.

Opisanie płaszczyzny euklidesowej w ten sposób sprawia, że rozszerzenie geometrii na dowolne wymiary jest proste: definicje pojęć, wzory i obliczenia nie stają się wówczas znacząco trudniejsze (jedyną trudnością mogą być obroty w wyższych wymiarach oraz wizualizacja takich przestrzeni – trudna nawet dla doświadczonych matematyków).
Dzisiejsza matematyka umożliwia łatwe uogólnienie pojęć odległości i kąta na cztero-, pięcio-, a nawet więcej wymiarowe przestrzenie (nazywane hiperprzestrzeniami).
Często w rozważaniach geometrycznych pomija się mówienie o przestrzeni afinicznej, koncentrując opis na przestrzeni liniowej, która ma ustalony punkt początkowy. Np. przedstawiony dalej model przestrzeni współrzędnych, prowadzący do modelu przestrzeni kartezjańskiej, ma naturalny wybór początku. Jednak przestrzeń afiniczną można zawsze wprowadzić w danej przestrzeni liniowej poprzez pominięcie wskazania jej punktu początkowego.
Dalsza część artykułu poświęcona jest współczesnemu ujęciu geometrii, niezbędnemu przy uogólnianiu geometrii Euklidesa na wyższe wymiary.

## Definicja przestrzeni euklidesowej wymiaru n
Niech dana będzie przestrzeń liniowa {\displaystyle V} wymiaru {\displaystyle n} nad ciałem liczb rzeczywistych {\displaystyle \mathbb {R} ,} w której określony jest standardowy iloczyn skalarny (nazwany euklidesowym). Przestrzeń afiniczną {\displaystyle (E,V)} nazywa się wówczas przestrzenią euklidesową wymiaru {\displaystyle n.}

## Definicja metryki euklidesowej
Skalarami nazywa się elementy ciała {\displaystyle \mathbb {R} ;} skalary będą oznaczane literami pochylonymi, np. {\displaystyle a,b.}
Punktami nazywa się elementy przestrzeni {\displaystyle E;} punkty będą oznaczane literami prostymi, np. {\displaystyle \mathrm {p} ,\mathrm {q} .}
Wektorami nazywa się elementy przestrzeni wektorowej {\displaystyle V;} wektory będą oznaczane literami półtłustymi, np. {\displaystyle \mathbf {v} ,\mathbf {x} } lub literami prostymi połączonymi znakiem odejmowania; np. {\displaystyle \mathrm {q} -\mathrm {p} } oznacza wektor o początku w punkcie {\displaystyle \mathrm {p} ,} a końcu w punkcie {\displaystyle \mathrm {q} .}
Znak {\displaystyle \cdot } oznacza iloczyn skalarny wektorów.
Normą euklidesową wektora {\displaystyle \mathbf {v} } nazywa się pierwiastek z iloczynu skalarnego tego wektora, tj.
{\displaystyle \|\mathbf {v} \|={\sqrt {\mathbf {v} \cdot \mathbf {v} }}}
Metryką (odległością) euklidesową punktów {\displaystyle \mathrm {p} ,\mathrm {q} } przestrzeni {\displaystyle E} nazywa się normę wektora łączącego te punkty, tj.
{\displaystyle d_{e}(\mathrm {p} ,\mathrm {q} )=\left\|\mathrm {q} -\mathrm {p} \right\|}
Metryką między podprzestrzeniami {\displaystyle P,Q\subseteq E} nazywamy najmniejszą odległość między wszystkimi parami punktów wziętych z tych podprzestrzeni, tj.
{\displaystyle d(P,Q)=\inf _{\begin{smallmatrix}\mathrm {p} \in P,\\\mathrm {q} \in Q\end{smallmatrix}}~d(\mathrm {p} ,\mathrm {q} )}

## Konstrukcja przestrzeni współrzędnych

Każdy punkt trójwymiarowej przestrzeni euklidesowej jest wyznaczony przez trzy współrzędne.

Niech {\displaystyle \mathbb {R} } oznacza ciało liczb rzeczywistych. Dla dowolnej liczby naturalnej {\displaystyle n} przestrzeń wszystkich {\displaystyle n}-elementowych ciągów liczb rzeczywistych jest przestrzenią liniową nad {\displaystyle \mathbb {R} } oznaczaną {\displaystyle \mathbb {R} ^{n}} i nazywaną przestrzenią współrzędnych rzeczywistych. Co więcej, {\displaystyle \mathbb {R} ^{n}} jest przestrzenią afiniczną nad samą sobą, dlatego wektory przestrzeni liniowej i punkty przestrzeni afinicznej utożsamia się zwykle w naturalny sposób. Jeżeli tak nie jest, punkty i wektory z {\displaystyle \mathbb {R} ^{n}} należy odróżniać; wówczas punkty zapisuje się zwykle w nawiasach okrągłych,
{\displaystyle \mathrm {p} =(p_{1},p_{2},\dots ,p_{n})},
a wektory w kwadratowych,
{\displaystyle \mathbf {x} =[x_{1},x_{2},\dots ,x_{n}]},
gdzie wszystkie współrzędne {\displaystyle p_{i}} oraz {\displaystyle x_{i}} są rzeczywiste.

### Dodawanie wektorów, mnożenie przez skalar
Dodawanie wektorów w przestrzeni liniowej {\displaystyle \mathbb {R} ^{n}} zdefiniowane jest wzorem
{\displaystyle \mathbf {x} +\mathbf {y} =[x_{1}+y_{1},x_{2}+y_{2},\dots ,x_{n}+y_{n}],}
a mnożenie wektora przez skalar wzorem
{\displaystyle a\mathbf {x} =[ax_{1},ax_{2},\dots ,ax_{n}],}

### Dodawanie wektora do punktu
Dodawanie wektora do punktu jest działaniem określonym w przestrzeni afinicznej {\displaystyle \mathbb {R} ^{n}.} W wyniku tego działania otrzymuje się inny punkt. Działanie to definiuje się je następująco:
{\displaystyle \mathrm {p} +\mathbf {x} =(p_{1}+x_{1},p_{2}+x_{2},\dots ,p_{n}+x_{n}).}

### Baza przestrzeni liniowej Rn
Przestrzeń liniowa {\displaystyle \mathbb {R} ^{n}} ma naturalną bazę nazywaną standardową (lub kanoniczną):
{\displaystyle \mathbf {e} _{1}=[1,0,\dots ,0],}
{\displaystyle \mathbf {e} _{2}=[0,1,\dots ,0],}
{\displaystyle \vdots }
{\displaystyle \mathbf {e} _{n}=[0,0,\dots ,1],}
w której dowolny wektor {\displaystyle \mathbb {R} ^{n}} może być zapisany jednoznacznie w postaci
{\displaystyle \mathbf {x} =\sum _{i=1}^{n}x_{i}\mathbf {e} _{i}.}
Przestrzeń {\displaystyle \mathbb {R} ^{n}} jest w związku z tym przykładem szerszej klasy przestrzeni z układem współrzędnych kartezjańskich, w których dowolny punkt można jednoznacznie identyfikować z jego współrzędnymi.

### Wybór punktu początkowego przestrzeni
Przestrzeń afiniczną {\displaystyle \mathbb {R} ^{n}} można przekształcić w przestrzeń liniową poprzez wybór punktu początkowego {\displaystyle \mathrm {o} ,} takiego że:
{\displaystyle \mathrm {o} =(0,0,\dots ,0).}
Z tego powodu współrzędne punktu
{\displaystyle \mathrm {x} =\mathrm {o} +\sum _{i=1}^{n}x_{i}\mathbf {e} _{i}}
pokrywają się ze współrzędnymi odpowiadającego mu wektora
{\displaystyle \mathbf {x} =\sum _{i=1}^{n}x_{i}\mathbf {e} _{i}.}
Uwaga: Symbolika punktu {\displaystyle \mathrm {x} } różni się – nieznacznie – od symboliki wektora {\displaystyle \mathbf {x} .} De facto punkt przestrzeni {\displaystyle \mathbb {R} ^{n},} w której wybrano punkt początkowy, można utożsamiać z wektorem, gdyż mają ten sam zbiór współrzędnych.
Przestrzeń {\displaystyle \mathbb {R} ^{n}} z wyżej omówioną strukturą jest prototypem {\displaystyle n}-wymiarowej rzeczywistej przestrzeni liniowej. Istotnie, każda {\displaystyle n}-wymiarowa rzeczywista przestrzeń liniowa jest izomorficzna z {\displaystyle \mathbb {R} ^{n}.} Wspomniany izomorfizm nie jest jednak kanoniczny, jego wybór jest równoważny wyborowi bazy w {\displaystyle V.} Czasami jednak zamiast w {\displaystyle \mathbb {R} ^{n}} wygodniej jest pracować w abstrakcyjnych przestrzeniach liniowych. Umożliwia to pracę w przestrzeni pozbawionej współrzędnych (tzn. bez wyboru bazy).

## Konstrukcja przestrzeni euklidesowej Rn
Przestrzeń euklidesowa jest strukturą bogatszą niż przestrzeń współrzędnych rzeczywistych. Mianowicie, przestrzeń euklidesową jest przestrzenią współrzędnych rzeczywistych wyposażoną dodatkowo w geometrię (geometrię euklidesową) poprzez zdefiniowanie wielkości geometrycznych takich jak: odległości (metryki) między punktami, kąty między prostymi czy wektorami, pola powierzchni, objętości.
Przestrzeń współrzędnych rzeczywistych wraz z wprowadzoną strukturą geometrii euklidesowej nazywana jest przestrzenią kartezjańską lub przestrzenią euklidesową i oznacza się ją symbolami {\displaystyle \mathbb {R} ^{n},} {\displaystyle \mathbb {E} ^{n}} lub {\displaystyle E^{n}}.
Przestrzeń kartezjańska jest wygodnym modelem przestrzeni euklidesowej, gdyż umożliwia zapis twierdzeń geometrycznych poprzez zastąpienie metod geometrycznych działaniami na liczbach rzeczywistych z użyciem metod algebry liniowej czy analizy matematycznej. Taki sposób uprawiania geometrii nazywa się geometrią analityczną.

### Definicja iloczynu skalarnego w Rn
Aby wprowadzić pojęcia długości i kątów najpierw definiuje się standardowy (euklidesowy) iloczyn skalarny w {\displaystyle \mathbb {R} ^{n}} za pomocą wzoru:
{\displaystyle \mathbf {x} \cdot \mathbf {y} =\sum _{i=1}^{n}x_{i}y_{i}=x_{1}y_{1}+x_{2}y_{2}+\ldots +x_{n}y_{n}.}

### Definicja długości wektora w Rn
Iloczyn skalarny jest liczbą rzeczywistą. Co więcej, iloczyn skalarny wektora {\displaystyle \mathbf {x} } przez siebie jest zawsze nieujemny, co pozwala na zdefiniowanie długości wektora {\displaystyle \mathbf {x} } jako
{\displaystyle \|\mathbf {x} \|={\sqrt {\mathbf {x} \cdot \mathbf {x} }}=\left(\sum _{i=1}^{n}x_{i}^{2}\right)^{1/2}.}
Długość wektora spełnia własności normy i jest nazywana normą euklidesową wektora na {\displaystyle \mathbb {R} ^{n}.}

### Definicja metryki w Rn
Wreszcie można za pomocą normy zdefiniować na {\displaystyle \mathbb {R} ^{n}} metrykę (funkcję odległości):
{\displaystyle d_{e}(\mathrm {x} ,\mathrm {y} )=\|\mathrm {x} -\mathrm {y} \|=\left(\sum _{i=1}^{n}(x_{i}-y_{i})^{2}\right)^{1/2}}
nazywaną metryką euklidesową. Może być ona postrzegana jako forma twierdzenia Pitagorasa i stanowi ona przypadek szczególny tzw. odległości Mahalanobisa. Metryka euklidesowa jest również przypadkiem szczególnym (z parametrem {\displaystyle 2}) szerszej klasy metryk wyznaczanych przez tzw. metrykę Minkowskiego.

### Definicja kąta w Rn
Kąt wypukły {\displaystyle \theta ,} tzn. {\displaystyle 0^{\circ }\leqslant \theta \leqslant 180^{\circ }} między wektorami {\displaystyle \mathbf {x} } oraz {\displaystyle \mathbf {y} } definiuje się jako
{\displaystyle \theta =\cos ^{-1}\left({\tfrac {\mathbf {x} \cdot \mathbf {y} }{\|\mathbf {x} \|\|\mathbf {y} \|}}\right),}
gdzie {\displaystyle \cos ^{-1}} oznacza funkcję arcus cosinus.

### Przestrzeń kartezjańska a inne przestrzenie
Przestrzeń kartezjańska należy do ogólniejszych klas przestrzeni, np. jest
- unormowaną przestrzeń liniową
- przestrzenią metryczną
- przestrzenią unitarną
- przestrzenią Hilberta
- rozmaitością riemannowską
- przestrzenią ortogonalną z dodatnio określoną formą dwuliniową
- przestrzenią będąca iloczynem kartezjańskim zbiorów (klas)[4]
- przestrzenią topologiczną

Narzędziem pozwalającym stwierdzić, czy daną przestrzeń ortogonalną można wyposażyć w strukturę euklidesową (zatem czy forma dwuliniowa jest iloczynem skalarnym) jest kryterium Sylvestera.

## Przykłady przestrzeni euklidesowych

### Przestrzenie kartezjańskie
- proste euklidesowe,
w których punkty i wektory utożsamia się z liczbami rzeczywistymi, kąt między dowolnymi dwoma wektorami o początku w zerze jest równy {\displaystyle 0^{\circ }} (punkty je wyznaczające leżą po jednej stronie zera) lub {\displaystyle 180^{\circ }} (punkty te leżą po przeciwnej stronie zera, tzw. liczby przeciwne), a norma wektora to wartość bezwzględna liczby, zaś metryka to bezwzględna różnica dwóch liczb;
- płaszczyzny euklidesowe
  - dwuwymiarowa przestrzeń afiniczna nad ciałem liczb rzeczywistymi z określoną strukturą euklidesową
  - płaszczyzna zespolona, gdzie punkty i wektory to liczby zespolone, kąt między nimi dany jest jako różnica ich argumentów, długość (norma) to moduł liczby zespolonej z naturalnie określoną metryką (jako moduł różnicy).

### Przestrzeń wielomianów
Przestrzeń wielomianów {\displaystyle \mathbb {R} _{2}[X]} wielomianów stopnia nie większego niż dwa zmiennej rzeczywistej z iloczynem skalarnym
{\displaystyle \langle f,g\rangle =\int \limits _{-1}^{1}f(x)g(x)\operatorname {d} x}

## Własności topologiczne

### Topologia przestrzeni En
Ponieważ przestrzeń {\displaystyle \mathbb {E} ^{n}} ma strukturę metryczną, to jest ona przestrzenią topologiczną z topologią indukowaną przez metrykę euklidesową. Topologia ta nazywana jest topologią euklidesową. Topologia ta jest równoważna z topologią produktową {\displaystyle n} kopii prostej rzeczywistej {\displaystyle \mathbb {R} } ze standardową (a więc euklidesową) topologią.

### Definicja zbioru otwartego w En
Zbiór w {\displaystyle \mathbb {E} ^{n}} jest otwarty wtedy i tylko wtedy, gdy zawiera kulę otwartą wokół każdego swojego punktu. Rodzina wszystkich kul otwartych o wymiernych promieniach i środkach w punktach o wymiernych współrzędnych, tworzy bazę tej przestrzeni. Dlatego też {\displaystyle \mathbb {E} ^{n}} jest przestrzenią o bazie przeliczalnej i ma ciężar {\displaystyle \aleph _{0}.}

### Enjako przestrzeń zupełna i ośrodkowa
Przestrzeń {\displaystyle \mathbb {E} ^{n}} jest zupełna i ośrodkowa, rolę ośrodka (przeliczalnego podzbioru gęstego) może pełnić np. zbiór punktów o współrzędnych wymiernych. Dodatkowo istnieje prosta charakteryzacja zbiorów zwartych – są to zbiory domknięte i ograniczone w tej przestrzeni. Dowolny otwarty zbiór spójny tej przestrzeni jest łukowo spójny.

### Twierdzenie Brouwera
Ważnym wynikiem dotyczącym topologii {\displaystyle \mathbb {E} ^{n}} jest nietrywialne twierdzenie Brouwera o niezmienniczości obszaru: dowolny podzbiór {\displaystyle \mathbb {E} ^{n}} (z topologią podprzestrzeni), który jest homeomorficzny z innym otwartym podzbiorem {\displaystyle \mathbb {E} ^{n},} jest otwarty. Konsekwencją tego jest, że przestrzeń {\displaystyle \mathbb {E} ^{m}} nie jest homeomorficzna z {\displaystyle \mathbb {E} ^{n}} o ile {\displaystyle m\neq n} – jest to twierdzenie intuicyjnie „oczywiste”, jednak trudne do dowiedzenia w inny sposób.
Wiele własności przestrzeni euklidesowych zależy od ich wymiaru, np. w przestrzeni nietrójwymiarowej każdy węzeł jest trywialny (tzn. homeomorficzny z okręgiem).

## Uogólnienia
Przestrzenie euklidesowe traktuje się we współczesnej matematyce i fizyce jako prototypy bardziej skomplikowanych obiektów geometrycznych. W szczególności definiuje się rozmaitości, które lokalnie są homeomorficzne z przestrzenią euklidesową lub pseudoeuklidesową dowolnego wymiaru.

### Rozmaitość różniczkowa
Rozmaitość różniczkowa to przestrzeń topologiczna Hausdorffa, która jest lokalnie dyfeomorficzna z przestrzenią euklidesową. Dyfeomorfizmy nie zachowują odległości ani kątów, tak więc w rozmaitościach różniczkowych brak tych kluczowych pojęć geometrii euklidesowej.

### Rozmaitość riemannowska
Jednak jeżeli dodatkowo zdefiniuje się na przestrzeni stycznej rozmaitości iloczyn skalarny, który zmienia się w sposób gładki przy przemieszczaniu się po rozmaitości, to uzyskaną przestrzeń nazywa się rozmaitością riemannowską. Rozmaitość riemannowską można otrzymać przez deformację i sklejanie fragmentów przestrzeni euklidesowej. Są więc tu obecne pojęcia odległości oraz kąta, choć przestrzeń ma w ogólności zakrzywioną, nieeuklidesową naturę. Najprostsza rozmaitość riemannowska jest przestrzenią {\displaystyle \mathbb {R} ^{n},} czyli jest {\displaystyle n}-wymiarową przestrzenią euklidesową.

### Przestrzeń pseudoeuklidesowa
Jeżeli przekształcić iloczyn skalarny przestrzeni euklidesowej tak, by mógł on być ujemny w jednym lub większej liczbie kierunków, to taką przestrzeń nazywa się przestrzenią pseudoeuklidesową.
Przykładowo w teorii względności pusta czasoprzestrzeń, tj. pozbawiona materii lub wypełniona materią o bardzo małej gęstości reprezentowana jest przez 4-wymiarową przestrzeń pseudoeuklidesową, którą nazywa się przestrzenią Minkowskiego.

### Rozmaitość pseudoriemannowska
Rozmaitość różniczkową homeomorficzną lokalnie z przestrzenią pseudoeuklidesową nazywa się rozmaitością pseudoriemannowską.
Np. W ogólnej teorii względności czasoprzestrzeń tworzą rozmaitość 4-wymiarową pseudoriemannowską, mające na skutek obecności materii lokalne zakrzywienia, tym większe, im większa jest lokalnie gęstość materii (por. Przestrzeń euklidesowa a przestrzeń fizyczna poniżej).

## Geometria różniczkowa
Dowolna przestrzeń euklidesowa jest rozmaitością riemannowską ze standardowym iloczynem skalarnym, a więc i jest rozmaitością różniczkową.
Prosta euklidesowa ma w każdym punkcie zerową krzywiznę oraz zerowe skręcenie. Płaszczyzna euklidesowa ma w każdym punkcie zerową krzywiznę Gaussa, co więcej: każdy punkt płaszczyzny euklidesowej jest punktem spłaszczenia. Krzywymi geodezyjnymi na płaszczyźnie euklidesowej są proste (euklidesowe).

## Przestrzeń euklidesowa a przestrzeń fizyczna
Przestrzeń euklidesowa {\displaystyle \mathbb {R} ^{3}} stanowi dobry model do opisu rzeczywistej przestrzeni fizycznej w warunkach makroskopowych, jednak nie nadaje się np. do opisu rzeczywistości w wielkich, astronomicznych odległościach. Fakt ten jest uwzględniany w modelach kosmologicznych, opisujących Wszechświat jako całość. Także przestrzeń fizyczna, opisywana przez ogólną teorię względności, nie jest euklidesowa w pobliżu obiektów astronomicznych o dużych masach jak Słońce czy czarne dziury – w pobliżu takich mas przestrzeń ulega zakrzywieniu, a geodezyjne w tej przestrzeni są wyznaczane przez tory promieni światła. Nieeuklidesowość musi być również uwzględniona w nawigacji satelitarnej czy nawigacji lotniczej.